# Niedoradz
Niedoradz (niem. Nittritz) – wieś w Polsce położona w województwie lubuskim, w powiecie nowosolskim, w gminie Otyń. Wieś typu owalnicy.
We wsi znajduje się stacja kolejowa Niedoradz.

## Historia
Pierwsze wzmianki o wsi pochodzą z 1376 roku. Jednak początki wsi sięgają XII wieku. Należy ona zatem do jednych z najstarszych wsi powiatu nowosolskiego. W XV wieku była własnością rycerską rodu von Zabeltitz. W XVI wieku Niedoradz należał do możnego rodu von Rechenbergów. Od 1639 roku wieś należała do zakonu jezuitów z Otynia. W 1787 roku po likwidacji zakonu wieś przeszła w ręce księcia żagańsko - kurlandzkiego Piotra Birona. Następnie właścicielką została księżna Dorota de Talleyrand-Périgord
W latach 1954–1957 wieś należała i była siedzibą władz gromady Niedoradz, po jej zniesieniu w gromadzie Otyń. W latach 1950–1998 miejscowość administracyjnie należała do województwa zielonogórskiego.

## Zabytki
Do wojewódzkiego rejestru zabytków wpisany jest:
- kościół filialny pod wezwaniem św. Jakuba (dec.: Najśw. Marii Panny), z połowy XVII wieku, XIX wieku; jednonawowy.

## Demografia
Liczba mieszkańców miejscowości w poszczególnych latach:
| Rok  | Ilość mieszkańców |
| ---- | ----------------- |
| 1998 | 1330              |
| 2002 | 1395              |
| 2009 | 1460              |
| 2011 | 1485              |
| 2021 | 1381              |